# 102 Dalmatiner: Valpar till undsättning
102 Dalmatiner: Valpar till undsättning (engelska: 102 Dalmatians: Puppies to the Rescue) är ett actionäventyrsspel baserat på Disney-filmen 102 dalmatiner. Spelet är utvecklat av Crystal Dynamics och utgivet av Disney Interactive och släpptes till Dreamcast, Playstation, Game Boy Color och PC år 2000.